# Ann Battelle
Ann Battelle (Yonkers, 18 januari 1968) is een voormalig freestyleskiester uit de Verenigde Staten. Ze vertegenwoordigde haar vaderland op de Olympische Winterspelen 1992 in Albertville, de Olympische Winterspelen 1994 in Lillehammer, de Olympische Winterspelen 1998 in Nagano en de Olympische Winterspelen 2002 in Salt Lake City.
In september 2000 kwam Battelle ten val tijdens een training, waardoor ze haar schouder brak en verschillende spieren in haar schouder scheurde.

## Resultaten

### Olympische Winterspelen
| Jaar | Plaats         | Resultaten |
| ---- | -------------- | ---------- |
| 1992 | Albertville    | 21e Moguls |
| 1994 | Lillehammer    | 8e Moguls  |
| 1998 | Nagano         | 10e Moguls |
| 2002 | Salt Lake City | 7e Moguls  |

### Wereldkampioenschappen
| Jaar | Plaats                | Resultaten                |
| ---- | --------------------- | ------------------------- |
| 1993 | Altenmarkt-Zauchensee | 9e Moguls                 |
| 1995 | La Clusaz             | 4e Moguls                 |
| 1997 | Nagano                | 4e Moguls                 |
| 1999 | Meiringen-Hasliberg   | Moguls · Dual moguls      |
| 2001 | Whistler              | 17e Moguls 6e Dual moguls |

### Wereldbeker
Eindklasseringen
| Seizoen   | Algemeen         | Moguls            | Dual moguls       |
| --------- | ---------------- | ----------------- | ----------------- |
| 1991/1992 | 37e 3,00 punten  | 10e 22,00 punten  |                   |
| 1992/1993 | 48e 42,00 punten | 16e 380,00 punten |                   |
| 1993/1994 | 19e 79,00 punten | 6e 632,00 punten  |                   |
| 1994/1995 | 20e 81,00 punten | 6e 568,00 punten  |                   |
| 1995/1996 | 14e 86,00 punten | 5e 688,00 punten  | 15e 84,00 punten  |
| 1996/1997 | 14e 86,00 punten | 5e 524,00 punten  | 4e 388,00 punten  |
| 1997/1998 | 11e 87,00 punten | 4e 316,00 punten  | 10e 208,00 punten |
| 1998/1999 | 4e 92,00 punten  | · 368,00 punten   | 8e 164,00 punten  |
| 1999/2000 | · 94,00 punten   | · 468,00 punten   | · 364,00 punten   |
| 2000/2001 | 24e 61,00 punten | 13e 244,00 punten |                   |
| 2001/2002 | 5e 89,00 punten  | 4e 536,00 punten  | 15e 100,00 punten |

Wereldbekerzeges
| Datum            | Plaats             | Onderdeel |
| ---------------- | ------------------ | --------- |
| 13 maart 1997    | Hundfjället        | Moguls    |
| 24 januari 1998  | Whistler Blackcomb | Moguls    |
| 20 februari 1999 | Madarao            | Moguls    |
| 22 januari 2000  | Heavenly           | Moguls    |
| 5 februari 2000  | Inawashiro         | Moguls    |